# Incineratorul
Incineratorul (titlul original: în cehă Spalovac mrtvol) este un film dramatic cehoslovac, realizat în 1969 de regizorul slovac Juraj Herz, după romanul omonim a scriitorului Ladislav Fuks, protagoniști fiind actorii Rudolf Hrušínský, Vlasta Chramostová, Vladimír Menšík. Filmul a fost ales pentru a fi prezentat ca cel mai bun film străin la cel de-al 42-lea Festival Oscar dar nu a fost acceptat ca nominalizare. În 1972 a câștigat la 
Festivalul de film de la Sitges premiul pentru cel mai bun film. Totodată au primit premii ca cel mai bun actor Rudolf Hrušínský și Stanislav Milota nominalizare pentru cel mai bun cameraman.

## Distribuție
- Rudolf Hrušínský – Karel Kopfrkingl
- Vlasta Chramostová – Lakmé; Dagmar
- Jana Stehnová – Zina
- Miloš Vognič – Mili
- Zora Božinová – Erna Reinkeová
- Ilja Prachař – Walter Reinke
- Eduard Kohout – Bettleheim
- Míla Myslíková – femeia cu pălărie
- Vladimír Menšík – soțul acesteia
- Jiří Menzel – Dvořák
- Jiří Lír – Strauss
- Václav Štekl
- Helena Anýžová

## Premii și nominalizări
- 1972 Sitges - Festivalul de Film de la Sitges
  - premiul pentru cel mai bun film
  - premiul cel mai bun actor lui Rudolf Hrušínský